# Albæk Kirke (Frederikshavn Kommune)
 For alternative betydninger, se Albæk Kirke. (Se også artikler, som begynder med Albæk Kirke)
Albæk Kirke ligger i bebyggelsen Albæk i Albæk-Lyngså Sogn, ca. 24 km S for Frederikshavn. Sognet ligger i Frederikshavn Kommune (Region Nordjylland). Indtil Kommunalreformen i 2007 lå det i Sæby Kommune (Nordjyllands Amt), og indtil Kommunalreformen i 1970 lå det i Dronninglund Herred i det daværende Hjørring Amt.
Kirken har muligvis været viet til Sankt Peter i middelalderen. Kor og kirkeskib er opført i senromansk tid af munkesten. Murværket mangler de pynteligheder, som er typiske for Vendsyssels teglstenskirker.
I korets sydmur ses to savskifter. Skibet har bevaret begge sine døre, syddøren er noget omdannet, norddøren står blændet med rundbue i spidsbuespejl. I østmuren ses et rundbuevindue, som er genåbnet i nyere tid. I skibets nordmur ses et romansk rundbuevindue med smigede karme, aftrappet sålbænk og bevaret glasfals. I sengotisk tid blev skibet forlænget mod vest og det kraftige tårn opført. Tårnet har en bemærkelsesværdig blændingsdekoration, højblændinger med pålagt cirkelblænding, ifølge overleveringen skulle det symbolisere Sankt Peders nøgle. Nordkapellet er formodentlig opført i 1661. Bygningen blev istandsat 1948 og 1959.
Den runde korbue er bevaret. Kor og skib har flade bjælkelofter. Nordkapellet åbner sig mod skibet ved en rundbuet arkade. Alterbordet stammer formodentlig fra kirkens grundlæggelse, det består af en granitplade på en råt tilhugget baluster. Den trefløjede altertavle er malet af Poul Høm i 1947. Prædikestolen i højrenæssance bærer våben for Otto Banner og Ingeborg Skeel og har malet årstal 1579. I kirken ses et sengotisk korbuekrucifiks fra omkring 1450.
Den romanske døbefont af granit har rankeværk og kors på foden.

## Eksterne kilder og henvisninger
- Wikimedia Commons har flere filer relateret til Albæk Kirke (Frederikshavn Kommune)
- Albæk Kirke hos Nordens Kirker Arkiveret 30. januar 2011 hos  Wayback Machine
- Albæk Kirke på KortTilKirken.dk